# Brother Louie
„Brother Louie” – singel zapowiadający trzeci album niemieckiego zespołu Modern Talking, Ready for Romance wydany 27 stycznia 1986 przez wytwórnię Hansa International. Był on czwartym z rzędu numerem 1 niemieckiej listy przebojów, po „You’re My Heart, You’re My Soul”, „You Can Win If You Want” i „Cheri, Cheri Lady”. Teledysk piosenki zawiera sceny z filmu „Dawno temu w Ameryce”.
Utwór jest dedykowany Luisowi Rodríguezowi, który był współproducentem i aranżerem albumów Modern Talking.
Nagranie później ukazało się jako remiks na płytach:
- Back for Good (jako osobny singiel oraz czwarty z utworów w miksie „No. 1 Hit Medley”)
- Alone (jako drugi w miksie utworów „Space Mix”)
- The Final Album (w wersji DVD pojawiły się dwa teledyski z 1986 i 1998 roku)

Utwór jest jedynym singlem zespołu, który był hitem w Wielkiej Brytanii (zajął 4. miejsce na brytyjskiej listy przebojów). Singel był wyróżniony złotą płytą w Południowej Afryce, srebrną płytą w Wielkiej Brytanii i we Francji (sprzedanych 347 tysięcy egzemplarzy).

## Wyróżnienia
- Złota płyta:
  - RPA[2]

- Srebrna płyta:
  - Wielka Brytania[2]

## Lista utworów

### Wydanie na 7"[3]
| Nr | Tytuł                          | Długość |
| -- | ------------------------------ | ------- |
| A. | „Brother Louie”                | 3:41    |
| B. | „Brother Louie (Instrumental)” | 4:06    |

### Wydanie na 12"[4]
| Nr | Tytuł                                  | Długość |
| -- | -------------------------------------- | ------- |
| A. | „Brother Louie (Special Long Version)” | 5:20    |
| B. | „Brother Louie (Instrumental)”         | 4:06    |

### Brytyjskie wydanie na 12"[5]
| Nr  | Tytuł                              | Długość |
| --- | ---------------------------------- | ------- |
| A.  | „Brother Louie (Extended Version)” | 5:20    |
| B1. | „Doctor For My Heart”              | 3:16    |
| B2. | „Brother Louie (Instrumental)”     | 4:06    |

## Listy przebojów (1986)
| Państwo         | Najwyższe miejsce |
| --------------- | ----------------- |
| Niemcy          | 1                 |
| Austria         | 2                 |
| Belgia          | 1                 |
| Chile           | 1                 |
| Dania           | 2                 |
| Hiszpania       | 1                 |
| Finlandia       | 1                 |
| Francja         | 6                 |
| Grecja          | 1                 |
| Hongkong        | 1                 |
| Izrael          | 1                 |
| Włochy          | 48                |
| Meksyk          | 15                |
| Norwegia        | 8                 |
| Holandia        | 20                |
| Portugalia      | 10                |
| RPA             | 1                 |
| Szwecja         | 1                 |
| Szwajcaria      | 2                 |
| Turcja          | 1                 |
| Kanada          | 34                |
| Irlandia        | 2                 |
| Wielka Brytania | 4                 |

## Autorzy[6]
- Muzyka: Dieter Bohlen
- Autor tekstów: Dieter Bohlen
- Wokalista: Thomas Anders
- Producent: Dieter Bohlen
- Aranżacja: Dieter Bohlen
- Współproducent: Luis Rodríguez